# Bataille de Syrte (2020)
Pour les articles homonymes, voir bataille de Syrte.
Deuxième guerre civile libyenne
Batailles
- Benghazi (2014)
- Aéroport de Tripoli (en)
- Benghazi (2014–17)
- Oubari
- Kikla
- Derna (2015–16)
- Zliten
- Croissant pétrolier (janv. 2016)
- Syrte (2016)
- Croissant pétrolier (sept. 2016)
- Croissant pétrolier (2017)
- Birak (2017)
- Derna (2018–19)
- Croissant pétrolier (2018)
- Tripoli (2018)
- Fezzan
- Tripoli (2019–20)
- Syrte (2020)
- Tripolitaine orientale (2020)

La bataille de Syrte se déroule le 6 janvier 2020 lors de la deuxième guerre civile libyenne.
L'Armée nationale libyenne  du maréchal Haftar prend la ville aux forces du Gouvernement Fayez el-Sarraj.

## Contexte
En 2011, lors de la première guerre civile libyenne, Syrte forme l'ultime bastion du dictateur Mouammar Kadhafi, qui y trouve la mort le 20 octobre,.
En 2015, lors de la seconde guerre civile libyenne, la ville tombe aux mains des djihadistes de l'État islamique,. Elle est ensuite prise en décembre 2016 par les forces du gouvernement d'union nationale (GNA), après une bataille de six mois et plus de 700 morts dans les rangs des Brigades de Misrata,.
Après la défaite de l'État islamique, Syrte est occupée par les Brigades de Misrata, regroupées au sein de la coalition Al-Bounyan Al-Marsous, et par la Brigade 604, une milice salafiste madkhaliste. L'ensemble de ces troupes est rassemblée au sein de la « Force de protection de Syrte ». La Brigade 604 affirme ne pas prendre parti entre Sarraj et Haftar, ses ennemis déclarés étant les Frères musulmans et les salafistes djihadistes, cependant la plupart de ses combattants sont des Ferjani, la tribu du maréchal Haftar,. En 2019 également, Rabi al-Madkhali appelle ses partisans à soutenir Haftar,.
Syrte et sa région sont principalement peuplées par deux tribus : les Qadhadhfa — la tribu de Mouammar Kadhafi — et les Ouarfalla, considérées comme fidèles à la mémoire de la Jamahiriya arabe libyenne.

## Déroulement
Le 4 janvier 2020, les forces de l'Armée nationale libyenne (ANL) du maréchal Haftar mènent une attaque soudaine contre la ville de Syrte. L'aéroport de Ghardabiya, au sud de la ville, est pris et ses défenseurs se rendent,,. Les hommes de l'ANL entrent ensuite dans la ville par cinq axes au sud et à l'est. Des forces spéciales s'emparent du port depuis la mer. La Brigade 604 fait alors défection et attaque les Brigades de Misrata sur leurs arrières,,. Désorganisées, ces dernières battent en retraite et abandonnent la ville. Après seulement trois heures de combats, Syrte passe ainsi aux mains des forces de l'ANL, qui n'auront rencontré qu'une faible résistance,,. Les hommes de Haftar sont accueillis avec enthousiasme par des habitants brandissant des affiches à l'effigie de Kadhafi et des drapeaux verts de la Jamahiriya arabe libyenne.
L'Armée nationale libyenne proclame que « Syrte a été totalement libérée (...) des groupes terroristes ». Le porte-parole de l'ANL, le général Ahmed al-Mesmari, indique que offensive a fait l'objet d'une « préparation minutieuse qui a duré des mois », avec des raids aériens régulièrement menée contre la « Force de protection de Syrte »,.

## Conséquences
Avec la prise de Syrte, les forces de l'ANL menacent la ville de Misrata, située à 250 kilomètres au nord-ouest, alors que leurs brigades participent activement à la bataille de Tripoli,.

## Vidéographie
- [vidéo] Libye : les forces pro-Haftar s'emparent de la ville de Syrte, France 24, 7 janvier 2020.